# Velké Hostěrádky
Velké Hostěrádky är en ort i Tjeckien.   Den ligger i regionen Södra Mähren, i den sydöstra delen av landet, 210 km sydost om huvudstaden Prag. Velké Hostěrádky ligger 218 meter över havet och antalet invånare är 402.
Terrängen runt Velké Hostěrádky är lite kuperad. Runt Velké Hostěrádky är det ganska tätbefolkat, med 96 invånare per kvadratkilometer. Närmaste större samhälle är Kyjov, 18,5 km öster om Velké Hostěrádky. Trakten runt Velké Hostěrádky består till största delen av jordbruksmark.